# Karol Semik
Pour l’article homonyme, voir Šemík.
 (mars 2017).
Karol Semik, né le 13 août 1953 à Cieszyn), est le chef de l'Éducation au Voïvodie de Mazovie depuis 2008, une personnalité politique, un instituteur (physicien) polonais, attaché temporaire d'enseignement et de recherche auprès du Kazimierz Pułaski Technical University de Radom.

## Éducation
- AGH University of Science and Technology, Cracovie 1972-1977
- Université de Varsovie, 1997-1998
- University of Economics Katowice, 2002-2003

## Décorations
- Medal Komisji Edukacji Narodowej
- Złoty Krzyż Zasługi, 1995